# Кирзимов, Александр Ильич
Александр Ильич Кирзимов (12 декабря 1897, Верный — 7 мая 1955, Москва) — советский военный деятель, генерал-майор (1941 год).

## Начальная биография
Александр Ильич Кирзимов родился 12 декабря 1897 года в городе Верный.

## Военная служба

### Первая мировая и гражданская войны
В 1915 году был призван в ряды Русской императорской армии и направлен в 1-й Симбирский запасной полк, дислоцированный в Ташкенте, где служил в чине младшего унтер-офицера.
В ноябре 1917 года вступил в ряды Ташкентского красногвардейского добровольческого отряда, после чего принимал участие в боевых действиях на Туркестанском фронте.
В январе 1918 года был призван в ряды РККА, после чего назначен на должность командира взвода и начальника конной разведки 1-го Советского социалистического полка, в августе — на должность помощника командира эскадрона, в феврале 1920 года — на должность военкома эскадрона 5-го кавалерийского полка, в июле — на должность военкома эскадрона, а затем — на должность командира эскадрона 4-го кавалерийского полка. В 1918 и 1919 году был ранен.

### Межвоенное время
В декабре 1921 года был назначен на должность командира 34-го эскадрона (36-я пограничная бригада ВЧК), дислоцированного в Термезе, в марте 1922 года — на должность начальника экспедиции отрядов ВЧК в Восточную Бухару, в феврале 1923 года — на должность командира 5-го отдельного пограничного эскадрона войск ОГПУ, а в мае 1924 года — на должность помощника коменданта 7-го и 47-го Узбекского пограничных отрядов войск ОГПУ, дислоцированных в городе Керки. Принимал участие в подавлении басмачества.
В ноябре 1925 года был назначен на должность помощника командира 53-го Чеченского дивизиона войск ОГПУ, дислоцированного в Грозном, в январе 1926 года — на должность помощника командира 46-го дивизиона войск ОГПУ, дислоцированного во Владикавказе, а в апреле 1927 года — на должность командира дивизиона Грозненского отряда особого назначения войск ОГПУ. Принимал участие в боевых действиях против незаконных вооруженных формирований на территории Северного Кавказа.
В ноябре 1929 года был направлен на учёбу на кавалерийские курсы усовершенствования командного состава, расположенные в Новочеркасске, которые окончил в 1930 году. В октябре 1931 года был назначен на должность помощника командира Отдельного Северо-Кавказского национального кавалерийского дивизиона войск ОГПУ, дислоцированного в Нальчике, затем — на должность командира 48-го Дагестанского дивизиона войск ОГПУ, дислоцированного в Махачкале, а с октября 1932 года исполнял должность командира 81-го кавалерийского полка войск ОГПУ, дислоцированного в Пятигорске.
После окончания Военной академии имени М. В. Фрунзе в сентябре 1936 года был назначен на должность командира 16-го Дагестанского кавалерийского полка войск НКВД, который с 1939 года дислоцировался в районе города Броды.
Делегат XVIII съезда ВКП(б). Избирался депутатом Верховного Совета РСФСР I созыва от Дербентского избирательного округа Дагестанской АССР (1938—1947).

### Великая Отечественная война
С началом войны полк под командованием Кирзимова принимал участие в ходе приграничного сражения. Во время боевых действий за Броды Кирзимов был ранен. 15 июля 1941 года присвоено воинское звание генерал-майора.
С июля 1941 года исполнял должность командира 265-й стрелковой дивизии (Ленинградский фронт), но 24 августа того же года Кирзимов был отстранён от должности и состоял в распоряжении Военного совета фронта и в середине сентября был назначен на должность командира 36-й стрелковой бригады, принимавшей участие в боевых действиях под Ленинградом.
В январе 1942 года был назначен на должность командира 102-й, а в апреле — 105-й кавалерийских дивизий, дислоцированных в Среднеазиатском военном округе. В августе был назначен на должность командира 6-го воздушно-десантного корпуса (Московский военный округ), который не принимал участие в боевых действиях и занимался боевой подготовкой. В декабре того же года корпус был преобразован в 6-ю гвардейскую воздушно-десантную дивизию, находившуюся в резерве Ставки Верховного Главнокомандования, а затем в составе Северо-Западного фронта.
В марте 1943 года занял должность командира 380-й стрелковой дивизии, не принимавшей участие в боевых действиях. В июле был отстранён от занимаемой должности и назначен на должность начальника Рязанского пулемётного училища, дислоцированного в Касимове.

### Послевоенная карьера
После окончания войны генерал-майор Александр Ильич Кирзимов находился на прежней должности, но в июле 1945 года был направлен на лечение в госпитале и в мае 1946 года был уволен в отставку по болезни.
Умер 7 мая 1955 года в Москве. Похоронен на Введенском кладбище (2 уч.).

## Награды
- Орден Ленина;
- Два ордена Красного Знамени;
- Орден Отечественной войны 1 степени;
- Орден Красного Полумесяца (Бухарская НСР);
- Медали.